# Colima (vulcão)

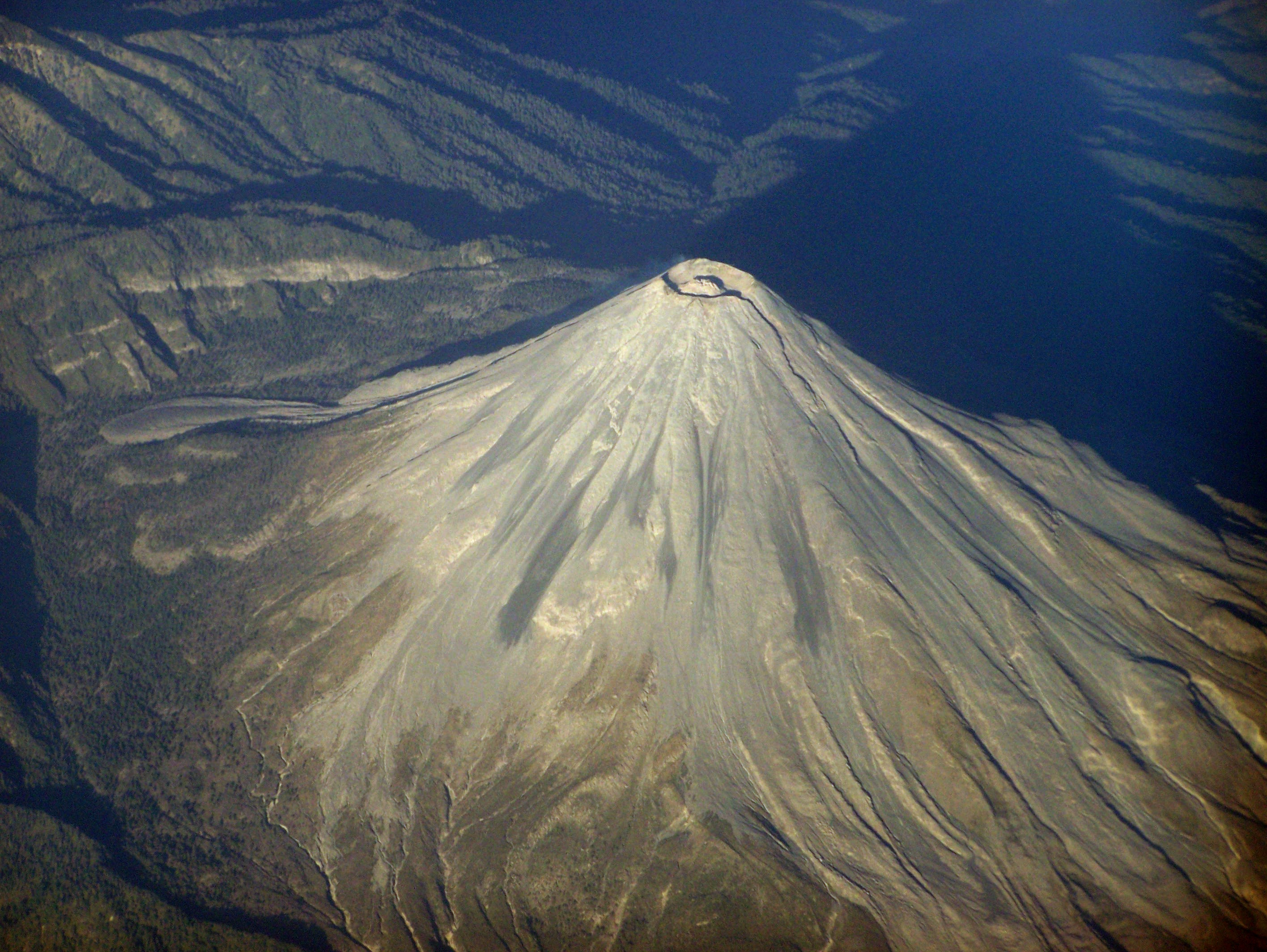
Vulcão Colima visto desde a altitude de 33 000 pés (9 de fevereiro de 2008). São visíveis a cratera do cume, os domos de lava e os fluxos piroclásticos formados durante erupções passadas.

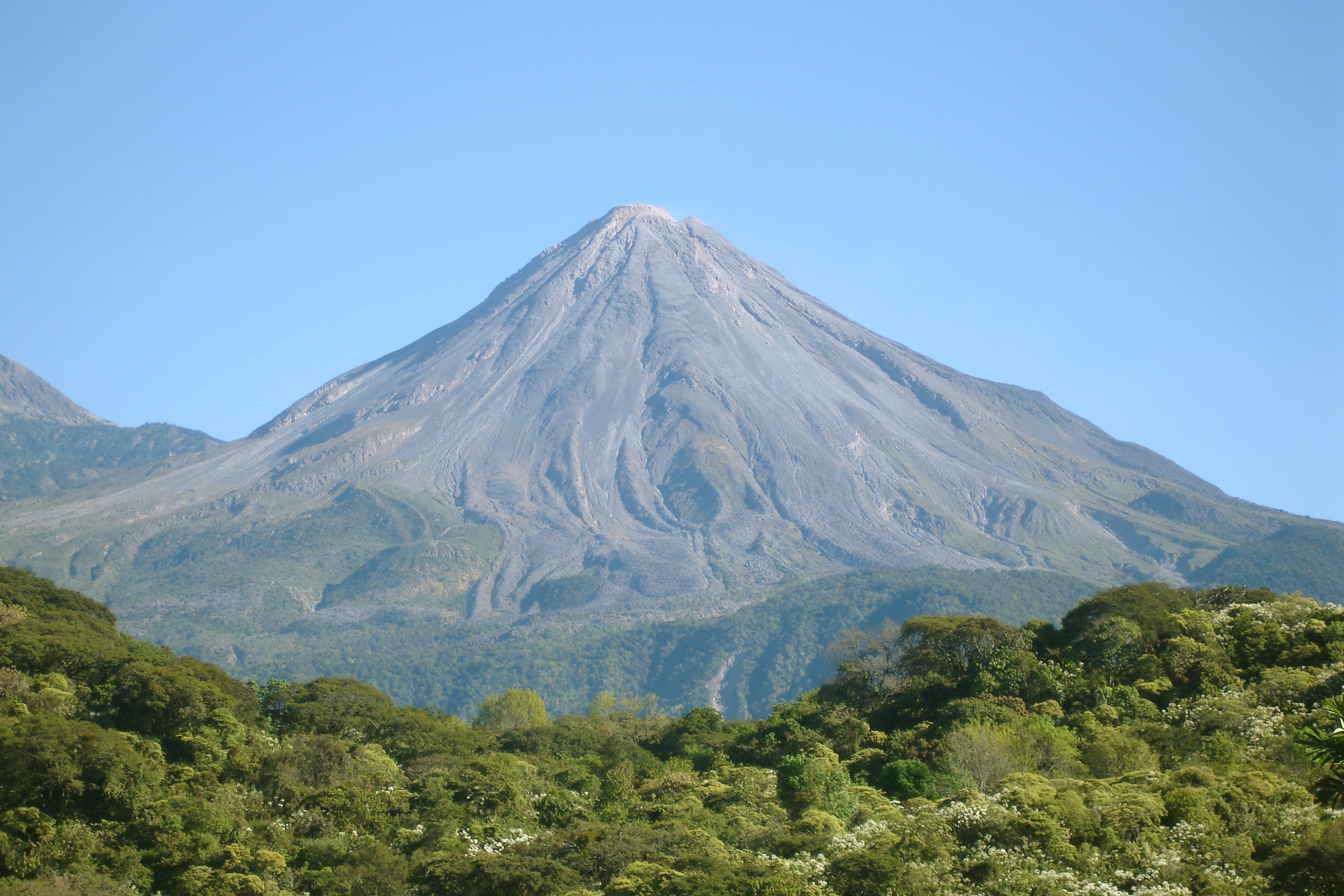
Vulcão de Colima.

O vulcão de Colima é o mais ativo dos vulcões mexicanos, com mais de 40 erupções registradas desde 1576. Situa-se no complexo vulcânico de Colima do qual faz também parte o Nevado de Colima. O seu ponto mais elevado encontra-se a 3850 metros de altitude.
Apesar do nome, apenas uma fração da superfície do vulcão encontra-se no estado de Colima; a maioria da sua superfície encontra-se no estado de Jalisco, na extremidade ocidental do eixo neovulcânico, a 485 km da Cidade do México e 125 km de Guadalajara.
Desde 1869-1878, formou-se um conjunto de domos parasíticos no flanco nordeste do cone do vulcão de Colima colectivamente conhecidos como El Volcancito.

## História vulcânica
O complexo vulcânico de Colima encontra-se ativo há cerca de 5 milhões de anos. No final do Plistoceno ocorreu um grande deslizamento de terra com um volume aproximado de 25 km³ de escombro a deslocar-se cerca de 120 km, até ao Oceano pacífico. Uma área com 2,200 km² ficou coberta com os depósitos destes escombros. Eventos de colapso maciços parecem ocorrer no vulcão de Colima com intervalos de alguns milhares de anos.
O cone atualmente ativo situa-se no interior de uma grande caldeira provavelmente formada por uma combinação de deslizamentos e grandes erupções. Cerca de 300 000 pessoas vivem a menos de 40 km do vulcão.

## Tipo de vulcanismo
O seu tipo de vulcanismo é principal, e é tipo de erupção explosivo. É frequente pois, liberta gases, materiais piroclásticos e lava viscosa.

## Atividade atual

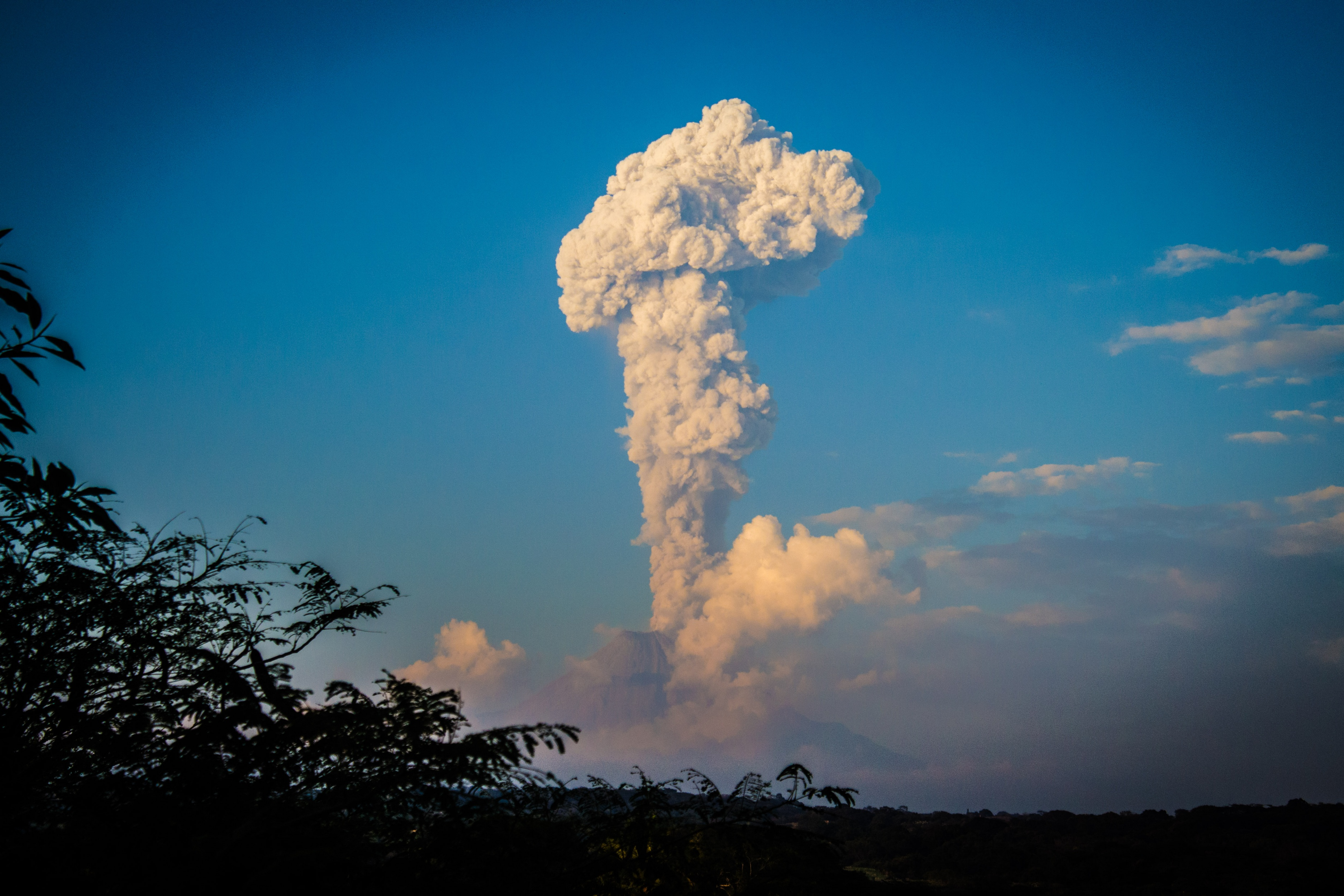
Vulcão de Colima, México.

Em anos recentes têm ocorrido frequentemente evacuações temporárias de aldeias próximas devido a atividade vulcânica ameaçadora. Ocorreram erupções em 1991, 1998-1999 e desde 2001 até ao presente, com a atividade a ser caracterizada pela extrusão de lava viscosa formando um domo de lava, e explosões maiores ocasionais, produzindo fluxos piroclásticos e dispersão de cinza vulcânica e tefra na área circundante.

### 2005
A maior erupção em  anos ocorreu em 24 de maio de 2005. Uma nuvem de cinzas elevou-se até aos 35 km de altitude sobre o vulcão, e a monitorização por satélite mostrou que esta mesma nuvem se estendeu 110 km  para oeste do vulcão nas horas que se seguiram à erupção. Ocorreram fluxos piroclásticos com extensão de 4 a 5 km e bombas vulcânicas caíram a 3 – 4 km do vulcão. As autoridades criaram uma zona de exclusão com raio de 6,5 km em redor do vulcão.

### 2016
Em outubro de 2016, a lava do chamado "Vulcão do Fogo" transbordou da cratera, percorrendo mais de um quilómetro.
As autoridades mexicanas instalaram um perímetro de segurança de 12 quilómetros em redor do vulcão, o que implicou a retirada de 400 pessoas de localidades como Becerrera e La Yerbabuena. Outras localidades situadas no estado vizinho de Jalisco foram também evacuadas por precaução.

## Estragos e medidas tomadas
O governo avisou a população das cidades vizinhas para a possibilidade da queda de cinzas, aconselhando algumas medidas preventivas, tais como usar máscaras de proteção, fechar as janelas e portas, cobrir reservatórios de água e ligar as luzes dos automóveis sempre que circularem nas estradas.